# Fritz Güntzler

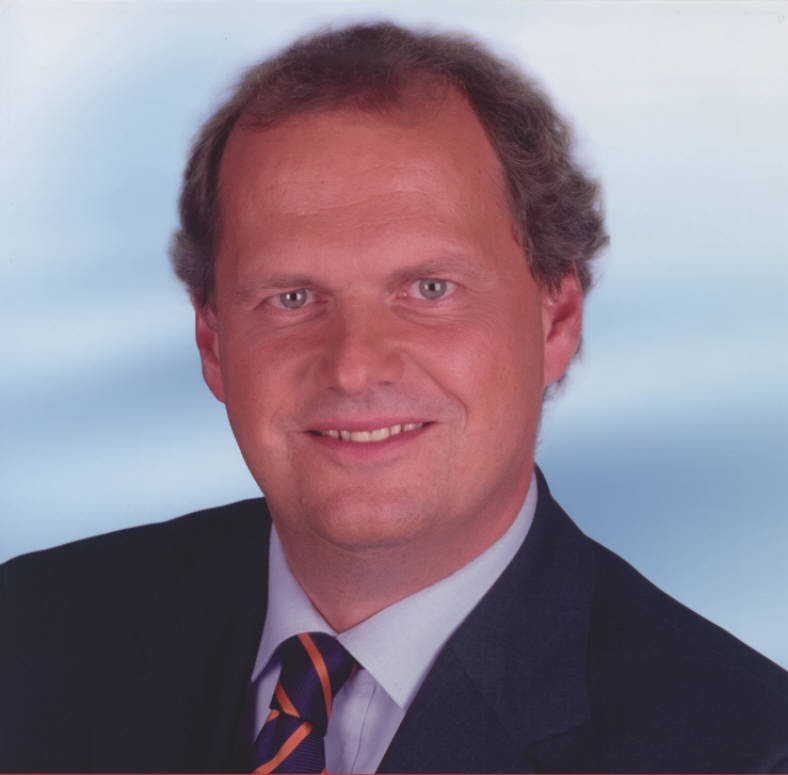
Fritz Güntzler

Fritz Güntzler (* 6. Mai 1966 in Cuxhaven) ist ein deutscher Politiker (CDU) und Wirtschaftsprüfer. Er ist seit 2013 Mitglied des Deutschen Bundestages für den Wahlkreis 53 (Göttingen).

## Ausbildung und Beruf
Nach dem Abitur 1985 leistete er seinen Grundwehrdienst bei der Bundeswehr. Danach studierte Güntzler Betriebswirtschaftslehre an der Universität des Saarlandes und der Universität Göttingen. 1992 machte er sein Diplomexamen der Betriebswirtschaftslehre und im Anschluss arbeitete er in einer Wirtschaftsprüfungsgesellschaft. 1999 wurde er zum Steuerberater bestellt. Seit 2000 ist er in Unternehmen der Bereiche Wirtschaftsprüfung und Steuerberatung als Partner bzw. Geschäftsführer tätig. 2003 wurde er zum Wirtschaftsprüfer bestellt.

## Politik
Fritz Güntzler ist seit 1989 Mitglied der CDU und trat 1990 der Jungen Union (JU) bei. Von 1992 bis 1995 war er Vorsitzender des JU-Stadtverbandes Göttingen, von 1995 bis 2000 Vorsitzender des JU-Bezirksverbandes Südniedersachsen-Hildesheim. Seit 1996 ist Fritz Güntzler Mitglied des Landesvorstandes der CDU in Niedersachsen, seit 2014 als stellvertretender Landesvorsitzender. Von 1999 bis 2005 war er Vorsitzender des CDU-Stadtverbandes Göttingen. Seit 1999 war er Schatzmeister des CDU-Kreisverbandes Göttingen. Im November 2009 wurde Fritz Güntzler zum CDU-Kreisvorsitzenden Göttingen gewählt.

## Abgeordneter
Fritz Güntzler war von 2001 bis 2014 Mitglied des Stadtrates von Göttingen und dort Vorsitzender der CDU-Fraktion.
Bei den Landtagswahlen 1998, 2003 und 2008 trat Güntzler für die CDU im Wahlkreis Göttingen-Stadt an. Das Direktmandat errang jeweils die SPD-Kandidatin Gabriele Andretta. Über die Landesliste konnte Güntzler jedoch zweimal in den Landtag nachrücken: 2005 ersetzte er Friedrich Kethorn, 2010 Christian Wulff. Somit war Güntzler von 2005 bis 2008 und von 2010 bis 2013 Mitglied des Niedersächsischen Landtages. Von 2005 bis 2008 war er Mitglied der Ausschüsse für Rechts- und Verfassungsfragen sowie für Wissenschaft und Kultur. Von 2010 bis 2013 war er Sprecher seiner Fraktion im Ausschuss für Inneres und Sport; ferner gehörte er dem Ausschuss für Angelegenheiten des Verfassungsschutzes an.
Bei den Bundestagswahlen 2013 und 2017 kandidierte Fritz Güntzler für die CDU im Wahlkreis Göttingen. Er unterlag dort Thomas Oppermann (SPD), zog aber jeweils über die Landesliste in den Bundestag ein. Dort vertritt er seine Fraktion als ordentliches Mitglied im Finanzausschuss, im Sportausschuss und im Bundesfinanzierungsgremium. Güntzler war zudem in der 19. Legislaturperiode Mitglied im Wirecard-Untersuchungsausschuss. Zur Bundestagswahl 2021 kandidierte Fritz Güntzler erneut für die CDU im Wahlkreis 53. Er verlor mit 26,9 % gegen den SPD-Kandidaten Andreas Philippi (32,2 %), zog jedoch über Platz 10 der Landesliste ins Parlament ein. 2025 konnte er den Wahlkreis erstmals direkt gewinnen (29,1 %).

## Mitgliedschaften
Fritz Güntzler ist vielfältig ehrenamtlich in Göttingen engagiert. So ist er in folgenden kulturellen und gemeinnützigen Institutionen vertreten: Göttinger Händelgesellschaft e. V. (Vorstand), Arwed Löseke Hochschulstiftung (Kuratorium), Mitglied der Zweckverbandsversammlung und Mitglied im Verwaltungsrat der Sparkasse Göttingen, Mitglied im Beirat der Grundstücksgesellschaft Göttingen mbH, Mitglied im Aufsichtsrat der Stadtwerke Göttingen AG, Mitglied im Verwaltungsrat des Institutes der Deutschen Wirtschaftsprüfer e. V., Mitglied in der überparteilichen Europa-Union Deutschland, die sich für ein föderales Europa und den europäischen Einigungsprozess einsetzt und Mitglied im Beirat der musa e. V. Weiterhin sitzt er im Kuratorium des Max-Planck-Instituts für Sonnensystemforschung, des Max-Planck-Instituts für biophysikalische Chemie und Selbstorganisation und der Altenheimstiftung Lotto Niedersachsen sowie im Aufsichtsrat der Toto-Lotto Niedersachsen GmbH.
Am 21. Juni 2019 wurde er zum Präsidenten der Steuerberaterkammer Niedersachsen gewählt.

## Privates
Fritz Güntzler ist verheiratet und hat zwei Kinder.